# Lydia Okumura
Lydia Okumura (Osvaldo Cruz, 1948) é uma artista brasileira conhecida por suas abstrações geométricas. 

## Biografia

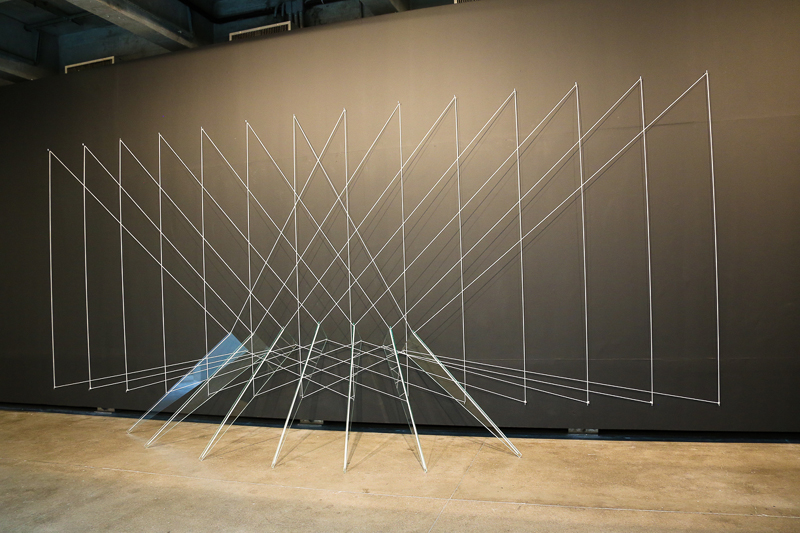
"Corda, Vidro e Prego" na exposição Pedra no céu: Arte e Arquitetura de Paulo Mendes da Rocha, no MuBE.

Okumura nasceu em 1948 na cidade de São Paulo. Aos quinze anos, recebeu uma bolsa para estudar no Estúdio Decor e outra, em 1970, para estudar cerâmica na Fundação Armando Alvares Penteado (FAAP), graduando-se em 1973. Em 1967, Okumura realizou sua primeira exposição individual, na Galeria Varanda, em São Paulo. A exposição, de nome Pintura-relevo, contava com treze obras criadas a partir de resíduos industriais misturados a outros materiais, como plástico, vidro e madeira. No ano de 1971, fundou o coletivo de arte paulista "Equipe3", junto de Francisco Iñarra e Genilson Soares.
Na mesma década, em 1974, ela se mudou para Nova York para participar do Pratt Graphics Center, em Manhattan, e tem realizado exibições extensivamente desde então. Seu trabalho se encontra nas coleções do Museu de Arte de Akron, do Museu de Arte Contemporânea Hara e do Museu Metropolitano de Arte de Nova York.
Em 2019, ela teve uma apresentação individual na Galeria Thaddaeus Ropac, em Londres.